# Pater Brown (Fernsehserie)
Pater Brown ist eine 39-teilige Krimiserie, die zwischen 1966 und 1972 in fünf Staffeln produziert und von allen Regionalsendern der ARD in deren Vorabendprogrammen ausgestrahlt wurde. Die ersten 13 Folgen (Staffeln 1 und 2) entstanden in schwarz-weiß, die übrigen Episoden wurden in Farbe gedreht. Für die Drehbücher zeichneten verschiedene Autoren verantwortlich (siehe Episodenliste), Regie führten Rainer Wolffhardt (Staffel 1), Imo Moszkowicz (Staffeln 2 und 3) und Hans Quest (Staffeln 4 und 5). Die Produktion hatte zunächst die Fernsehproduktion Dr. Heinz Scheiderbauer (Staffeln 1 und 2), später die TV-60-Fernsehproduktion (Staffeln 3–5) inne.

## Handlung
Pater Brown löst Mordfälle unter Ansatz anderer Gesichtspunkte, als die Polizei es für gewöhnlich tut: Er versucht sich in die Rolle des Täters hineinzudenken, um dessen Gedanken und Handlungen nachvollziehen und so letztendlich die Tat aufklären zu können. Dabei ist er der Polizei in der Regel um die sprichwörtliche Nasenlänge voraus. Die einzelnen Folgen basieren auf Motiven der Romane von Gilbert K. Chesterton, diese sind mit ihren Originaltiteln in den Episodenlisten neben den Folgentiteln genannt. Die Umsetzungen dieser Romanvorlagen erfolgten relativ werkgetreu.

## Sonstiges
Die ersten zwei Staffeln der Serie wurden in Österreich gedreht und produziert, die Rollen wurden deshalb auch zum größten Teil mit österreichischen Schauspielern besetzt. Ab Staffel 3 ging die Herstellung auf die Münchner TV-60-Fernsehproduktion über, weshalb mit Beginn der Folge 14 die Dreharbeiten in Bayern stattfanden und überwiegend deutsche Akteure in Gastrollen zu sehen waren.
Josef Meinrad, der Darsteller der Titelrolle, wollte selber einmal Priester werden und lebte eine Zeitlang in einem Kloster. 
Helmut Alimonta spielte in Hölle, Hölle, Hölle, Der himmlische Pfeil und Die purpurfarbene Perücke und war damit der am häufigsten eingesetzte Schauspieler dieser Serie.
In der Folge Die Erbschaft des Robert Musgrave (Staffel 4/Folge 5) agierte Regisseur Hans Quest an der Seite seiner Ehefrau Ingrid Capelle. Das Schloss, das in dieser Episode als Schauplatz diente, war dasselbe wie in Hölle, Hölle, Hölle (Staffel 3/Folge 6), trug aber einen anderen Namen. 
Innerhalb der einzelnen Staffeln war der Ausstrahlungsmodus teilweise unterschiedlich, die Folgen wurden wöchentlich, manchmal auch nur monatlich gesendet.
Folge 1 (Der Fehler der Maschine) wurde 1996 als einzige seit der Erstausstrahlung erst- und einmalig wiederholt.

## Episodenliste

### Staffel 1
| Nr. (gesamt) | Nr. (Staffel) | Erstausstrahlung | Titel                             | Original                    | Drehbuch          | Gastschauspieler (Auswahl)         |
| 1            | 1             | ??. Januar 1966  | Der Fehler der Maschine           | The Mistake of the Machine  | Martin Duschat    | Walter Regelsberger, Dany Sigel    |
| 2            | 2             | 23. Februar 1966 | Der Admiral im Tümpel             | The Green Man               | Martin Duschat    | Christine Prober, Felix Franchy    |
| 3            | 3             | 16. März 1966    | Der Mann mit dem Zylinder         | The Absence of Mr. Glass    | Franz Geiger      | Rose Renée Roth, Heinz Ehrenfreund |
| 4            | 4             | ??. April 1966   | Das unlösbare Problem             | The Insoluble Problem       | Martin Duschat    | Herbert Fux, Anton Duschek         |
| 5            | 5             | 13. Mai 1966     | Der Kopf Cäsars                   | The Head of Cesar           | Martin Duschat    | Peter Machac, Ernst Anders         |
| 6            | 6             | 10. Juni 1966    | Das Lied an die fliegenden Fische | The Song of the Flying Fish | Rainer Wolffhardt | Otto Ambros, Karl Fochler          |
| 7            | 7             | 22. Juli 1966    | Das Auge des Apoll                | The Eye of Apollo           | Ulrich Berns      | Raoul Retzer, Grete Zimmer         |

### Staffel 2
| Nr. (gesamt) | Nr. (Staffel) | Erstausstrahlung | Titel                          | Original                    | Drehbuch       | Gastschauspieler (Auswahl)                |
| 8            | 1             | 12. Januar 1968  | Die drei Sternschnuppen        | The Flying Stars            | Ernst Pfeiffer | Erich Auer, Margot Philipp                |
| 9            | 2             | 26. Januar 1968  | Das Alibi einer Schauspielerin | The Actor and the Alibi     | Martin Duschat | Hilde Weissner, Ellen Umlauf              |
| 10           | 3             | 9. Februar 1968  | Ein Glas Whisky                | The Quick One               | Martin Duschat | C. W. Fernbach                            |
| 11           | 4             | 16. Februar 1968 | Salat für Herrn Oberst         | The Salade of Colonel Cray  | Günther Swars  |                                           |
| 12           | 5             | 23. Februar 1968 | Die Sünden des Prinzen Saradin | The Sins of Prince Saradine | Martin Duschat | Erwin Strahl, Olga von Togni              |
| 13           | 6             | 1. März 1968     | Das Paradies der Diebe         | The Paradise of Thieves     | Franz Geiger   | Josef Hendrichs, C. A. Tichy, Heinz Zuber |

### Staffel 3
| Nr. (gesamt) | Nr. (Staffel) | Erstausstrahlung | Titel                  | Original                   | Drehbuch       | Gastschauspieler (Auswahl)                                                      |
| 14           | 1             | 4. Juni 1969     | Die Spitze einer Nadel | The Point of a Pin         | Martin Duschat | Hans Epskamp, Georg Hartmann, Gert Wiedenhofen, Christian Wolff                 |
| 15           | 2             | 11. Juni 1969    | Der Unsichtbare        | The Invisible Man          | Martin Duschat | Dinah Hinz, Kurt Zips, Willy Schultes                                           |
| 16           | 3             | 18. Juni 1969    | Die Form stimmt nicht  | The Wrong Shape            | Franz Geiger   | Georg Lehn, Nino Korda                                                          |
| 17           | 4             | 25. Juni 1969    | Der Fluch des Buches   | The Blast of the Book      | Franz Geiger   | Frauke Sinjen, Michael Hinz                                                     |
| 18           | 5             | 2. Juli 1969     | Wer war der Täter?     | The Crime of the Communist | Rolf Schulz    | Hans Korte, Herbert Weissbach, Hans Zesch-Ballot                                |
| 19           | 6             | 9. Juli 1969     | Hölle, Hölle, Hölle    | The Three Tools of Death   | Rolf Schulz    | Peter Capell, Astrid Frank, Karl Walter Diess, Sigfrit Steiner, Helmut Alimonta |

### Staffel 4
| Nr. (gesamt) | Nr. (Staffel) | Erstausstrahlung  | Titel                             | Original                         | Drehbuch       | Gastschauspieler (Auswahl)                                                                      |
| 20           | 1             | 15. Oktober 1970  | Das blaue Kreuz                   | The Blue Cross                   | Martin Duschat | Götz Olaf Rausch, Heinz Frölich, Hans Elwenspoek, Hannes Kaetner, Rolf Castell                  |
| 21           | 2             | 22. Oktober 1970  | Das Duell                         | The Chief Mourner of Marne       | Franz Geiger   | Robert Meyn, Viktoria Brams, Eckart Dux, Walter Kohut, Rudolf Schündler                         |
| 22           | 3             | 29. Oktober 1970  | Der rote Mond von Meru            | The Red Moon of Meru             | Franz Geiger   | Günther Neutze, Hans Cossy, Ilona Grübel, Gaby Herbst, Otto Kurth                               |
| 23           | 4             | 5. November 1970  | Der himmlische Pfeil              | The Arrow of Heaven              | Rolf Schulz    | Joachim Hansen, P. Walter Jacob, Berno von Cramm, Helmut Alimonta                               |
| 24           | 5             | 12. November 1970 | Die Erbschaft des Robert Musgrave | The Worst Crime in the World     | Franz Geiger   | Hans Quest, Gerd Baltus, Ingrid Capelle                                                         |
| 25           | 6             | 26. November 1970 | Der Vamp von Protters Pond        | The Vampire of the Village       | Rolf Schulz    | Ruth Maria Kubitschek, Wolfgang Engels, Peter Maertens, Edith Volkmann, Willy Semmelrogge       |
| 26           | 7             | 3. Dezember 1970  | Skandal um Gloria                 | The Scandal of Father Brown      | Martin Duschat | Christiane Nielsen, Dieter Borsche, Xenia Pörtner, Claus Hofer, Achim Strietzel, Robert Naegele |
| 27           | 8             | 17. Dezember 1970 | Das Attentat                      | The Resurrection of Father Brown | Martin Duschat | Claus Biederstaedt, Wolfgang Lukschy, Werner Peters, Sigurd Fitzek, Änne Bruck                  |

### Staffel 5
| Nr. (gesamt) | Nr. (Staffel) | Erstausstrahlung   | Titel                             | Original                           | Drehbuch       | Gastschauspieler (Auswahl)                                                                                       |
| 28           | 1             | 9. Juni 1972       | Der richterliche Spiegel          | The Mirror of the Magistrate       | Martin Duschat | Karin Eickelbaum, Friedrich Joloff, Karl-Maria Schley, Otto Bolesch, Horst Sachtleben                            |
| 29           | 2             | 16. Juni 1972      | Der Club der sieben Fischer       | The Queer Feet                     | Martin Duschat | Karl Lieffen, Carl Lange, Viktor Staal, Panos Papadopulos                                                        |
| 30           | 3             | 30. Juni 1972      | Vaudreys Verschwinden             | The Vanishing of Vaudrey           | Rolf Schulz    | Hans Hermann Schaufuß, Holger Hagen, Katharina de Bruyn, Alexander Hegarth, Wolfried Lier                        |
| 31           | 4             | 10. Juli 1972      | Der Fluch aus dem Hause Pendragon | The Perishing of the Pendragons    | Rolf Schulz    | Fritz Tillmann, Gundolf Willer, Rüdiger Bahr, Joost Siedhoff                                                     |
| 32           | 5             | ??. Juli 1972      | Der Mann in der Passage           | The Man in the Passage             | Martin Duschat | Albert Lieven, Krista Keller, Horst Naumann, Wolfgang Weiser, Karl Renar                                         |
| 33           | 6             | 31. Juli 1972      | Die purpurfarbene Perücke         | The Purple Wig                     | Rolf Schulz    | Günter Strack, Alexis von Hagemeister, Paul Bürks, Helmut Alimonta                                               |
| 34           | 7             | 14. August 1972    | Wer bedroht Sir Claude?           | The Strange Crime of John Boulnois | Franz Geiger   | Alexander Kerst, Ulrich Faulhaber, Karl John, Ina Peters, Angelika Bender                                        |
| 35           | 8             | 11. September 1972 | Das Rätsel Michael Mondschein     | The Man with the Two Beards        | Martin Duschat | Paula Denk, Folker Bohnet, Edgar Wenzel, Ellen Frank, Anne-Marie Dermon                                          |
| 36           | 9             | 2. Oktober 1972    | Der geflügelte Dolch              | The Dagger with Wings              | Franz Geiger   | Günther Stoll, Diana Körner, Herbert Tiede, Lisa Helwig, Simone Rethel, Sigurd Fitzek, Wolf Ackva, Uli Steigberg |
| 37           | 10            | 16. Oktober 1972   | Der Hammer Gottes                 | The Hammer of God                  | Franz Geiger   | Louise Martini, Martin Hirthe, Günter Mack, Werner Pochath, Helma Seitz                                          |
| 38           | 11            | 6. November 1972   | Das Hundeorakel                   | The Oracle of the Dog              | Martin Duschat | Anita Lochner, Klaus Löwitsch, Konrad Georg, Manfred Seipold                                                     |
| 39           | 12            | 4. Dezember 1972   | Treffpunkt Tigerkäfig             | The Pursuit of Mr. Blue            | Martin Duschat | Karin Hübner, Walter Sedlmayr, Udo Vioff, Barbara Rath, Wolf Rahtjen                                             |

## Kritiken
Die Krimihomepage sieht Hauptdarsteller Josef Meinrad „mit seiner betulichen Art zweifellos“ als „die richtige Besetzung“ an, bemängelt aber die Titelmusik der ersten drei Staffeln, die in den übrigen „besser und passender“ sei, wobei hier ein Vergleich mit dem Soundtrack Martin Böttchers aus den beiden Heinz-Rühmann-Filmen Das schwarze Schaf und Er kann’s nicht lassen und der ARD-Serie Pfarrer Braun gezogen wird. Auch merkt die Krimihomepage positiv an, dass mit dem Wechsel der Produktionsfirma ab Staffel 3 „die Serie nicht nur an Farbe, sondern auch an Tempo und Spannung“ gewinne. Dass die Dreharbeiten nicht in England stattfanden, merke man zwar, „die liebevolle, detailgetreue Ausstattung macht das aber schnell vergessen“.

## Veröffentlichung
Sämtliche Staffeln sind auf DVD erschienen, wobei von der Folge Salat für Herrn Oberst nur Fragmente bestehen und diese innerhalb der DVD mit den Staffeln 1 und 2 lediglich als 9-minütiges Bonusmaterial enthalten ist.